# Film prodotti in Germania e proibiti durante il nazionalsocialismo
L'elenco dei film prodotti in Germania proibiti durante il nazionalsocialismo è una lista di film censurati durante il periodo del regime nazista in Germania (1933-1945).
Nella Germania nazista ogni produzione cinematografica e ogni film veniva sottoposto due volte alla censura. In primo luogo, il Reichsfilmdramaturg decideva in anticipo se un progetto cinematografico, un copione o una sceneggiatura potevano essere realizzati; in secondo luogo, dopo il completamento del film, la Filmprüfstelle decideva se il film poteva essere distribuito nei cinema. Tra le altre cose, a causa di questo esame preliminare, è probabile che relativamente pochi film furono vietati nella Germania nazista. Pertanto, anche una minoranza dei film menzionati qui sotto fu bandita perché era in conflitto con l'ideologia nazista. Più di frequente, i film mostravano qualche avvenimento storico del passato, per esempio, la politica di alleanze germanica o eventi bellici, che, alla luce dell'attuale regime nazista, avrebbero potuto suscitare ilarità, confusione o rimpianti nel pubblico. Tuttavia, non furono emessi molti più divieti contro, ad esempio, le produzioni statunitensi, che contro film tedeschi.

## Film vietati pre-1933 (selezione)
- Il congresso si diverte (Der Kongreß tanzt) (Erik Charell, 1931) (proibito il 1º ottobre 1937 dal Film-Oberprüfstelle.)
- Il vaso di Pandora (Die Büchse der Pandora) (Georg Wilhelm Pabst, 1929)
- La sirenetta dell'autostrada (Die Drei von der Tankstelle) (Wilhelm Thiele, 1930) (proibito il 1º ottobre 1937 dal Film-Oberprüfstelle.)
- L'opera da tre soldi (Die Dreigroschenoper) (Georg Wilhelm Pabst, 1931)
- Ein Lied geht um die Welt (Richard Oswald, 1933) (proibito il 1º ottobre 1937 dal Film-Oberprüfstelle.)
- Una donna nella luna (Frau im Mond) (Fritz Lang, 1929)
- L'uomo che cerca il suo assassino (Jim, der Mann mit der Narbe) (Robert Siodmak, 1931) (proibito il 1º ottobre 1937 dal Film-Oberprüfstelle.)
- Kuhle Wampe (Kuhle Wampe oder: Wem gehört die Welt?) (Slatan Dudow, 1932)
- Lachende Erben, (Max Ophüls, 1932/1933) (proibito il 1º ottobre 1937 dal Film-Oberprüfstelle.)
- M - Il mostro di Düsseldorf (M) (Fritz Lang, 1931)
- Il viaggio di mamma Krause verso la felicità (Mutter Krausens Fahrt ins Glück) (Phil Jutzi, 1929)
- Istruttoria (Voruntersuchung) (Robert Siodmak, 1931)
- Westfront (Westfront 1918) (Georg Wilhelm Pabst, 1930)
- Das erste Recht des Kindes (Fritz Wendhausen, 1932)
- Razzia in St. Pauli (Werner Hochbaum, 1932) (proibito il 7 dicembre 1933 dal Film-Oberprüfstelle.)

## Film vietati dal 1933 al 1945
1933
- Ganovenehre (Richard Oswald, 1933)
- Hans Westmar (Franz Wenzler, 1933; visto censura concesso solo dopo una completa revisione)
- Moral und Liebe (Georg Jacoby, 1933)
- Taifun (Robert Wiene, 1933; permesso solo con il titolo Polizeiakte 999 nel 1934; la versione originale era consentita solo per proiezioni all'estero)
- Il testamento del dottor Mabuse (Das Testament des Dr. Mabuse) (Fritz Lang, 1932/1933; prima proiezione in Germania nel 1951)

1934
- Der Adjutant seiner Hoheit (Martin Frič, 1933)
- Zwei Genies (Detlef Sierck, 1934)

1935
- Ein Kind, ein Hund, ein Vagabund (Arthur Maria Rabenalt, 1934)
- Die Liebe siegt (Georg Zoch, 1934)
- Spione am Werk (Gerhard Lamprecht, 1933)
- Das Stahltier (Willy Otto Zielke, 1935)

1936
- Hände aus dem Dunkel (Erich Waschneck, 1933)
- Wege zur guten Ehe (Adolf Trotz, 1933)
- Die Erbschaft (Karl Valentin, 1936)

1937
- Ein Lied geht um die Welt (Richard Oswald, 1933)
- Lachende Erben (Max Ophüls, 1933)
- Starke Herzen (Herbert Maisch, 1937)

1938
- Altes Herz geht auf die Reise (Carl Junghans, 1938)
- Das Leben kann so schön sein/Ultimo (Rolf Hansen, 1938)
- Preußische Liebesgeschichte (Paul Martin, 1938, prima proiezione in Germania nel 1950 con il titolo Liebeslegende)
- Der Spieler (Gerhard Lamprecht, 1938)

1939
- Ab Mitternacht (Carl Hoffmann, 1938)
- Abenteuer in Marokko (Leo Lapaire, 1939)
- Abenteuer in Warschau (Carl Boese, 1937)
- Andere Welt (Marc Allégret, 1937)
- August der Starke (Paul Wegener, 1936)
- Friesennot (Peter Hagen, 1935; rigirato nel 1941 con il titolo Dorf im roten Sturm)
- Die Katz' im Sack (Richard Eichberg, 1935)
- Kitty la manicure (Kitty und die Weltkonferenz) (Helmut Käutner, 1939)
- La kermesse eroica (Die klugen Frauen) (Jacques Feyder, 1935)
- Il corriere dello zar (Der Kurier des Zaren) (Richard Eichberg, 1936)
- L'ultima pattuglia (Die Reiter von Deutsch-Ostafrika) (Herbert Selpin, 1934)
- Varieté (Nikolaus Farkas, 1935)

1941
- Dreimal Hochzeit (Géza von Bolváry, 1941)
- Wer küsst Madeleine? (Victor Janson, 1939)

1942
- Der 5. Juni (Fritz Kirchhoff, 1942)
- Mit den Augen einer Frau (Karl Georg Külb, 1942)
- Die See ruft (H. F. Köllner, 1942)

1943
- Alles aus Liebe (Hubert Marischka, 1942, prima proiezione in Germania nel 1949)
- Am Ende der Welt (Gustav Ucicky, 1943, prima proiezione in Germania nel 1956 con il titolo Die Erbin der Wälder)
- Besatzung Dora (Karl Ritter, 1943)
- Panik (Harry Piel, 1943)
- La tragedia del Titanic (Titanic) (Herbert Selpin, Werner Klingler, 1943), permesso solo per proiezioni all'estero; prima proiezione in Germania nel 1950)

1944
- Freunde (E. W. Emo, 1944, prima proiezione in Germania nel 1950)
- Große Freiheit Nr. 7 (Helmut Käutner, 1944), permesso solo per proiezioni all'estero (Anteprima mondiale a Praga; prima proiezione in Germania nel 1953)
- Die heimlichen Bräute (ohannes Meyer, 1944)
- Intimitäten (Paul Martin, 1944)
- Jan und die Schwindlerin (Hans Weißbach, 1944)
- Jugendliebe / Übers Jahr, wenn die Kornblumen blühen (Eduard von Borsody, 1944, prima proiezione in Germania nel 1947)
- Eine kleine Sommermelodie (Volker von Collande, 1944)
- Melusine (Hans Steinhoff, 1944, prima proiezione in Germania nel 2014)
- Moselfahrt mit Monika (Roger von Norman, 1944)
- Der verzauberte Tag (Peter Pewas, 1944, prima proiezione in Germania nel 1952)

1945
- Erzieherin gesucht (Ulrich Erfurth, 1945, prima proiezione 1950)
- Der Mann, dem man den Namen stahl (Wolfgang Staudte, 1945)
- Via Mala / Die Straße des Bösen (Josef von Báky, 1945), permesso solo per proiezioni all'estero; prima proiezione in Germania nel 1948)